# Thixendale
Thixendale – wieś w Anglii, w hrabstwie North Yorkshire, w dystrykcie (unitary authority) North Yorkshire. Leży 26 km na wschód od miasta York i 284 km na północ od Londynu.